# Герб Горняцкого сельского поселения (Тверская область)
Герб муниципального образования Горня́цкое сельское поселение Вышневолоцкого района Тверской области Российской Федерации — опознавательно-правовой знак, служащий официальным символом муниципального образования.
Герб утверждён Решением Совета депутатов Горняцкого сельского поселения № 34 от 26 сентября 2006 года.
Герб внесён в Государственный геральдический регистр Российской Федерации под регистрационным номером 3041.

## Описание герба
«В зелёном поле над серебряным пониженным и расторгнутым посередине стропилом — кирка и молот того же металла, положенные накрест и сопровождаемые в оконечности золотым равноконечным крестом. Щит увенчан муниципальной короной установленного образца».

## Обоснование символики
Разорванное стропило аллегорически обозначает гору и основное богатство — залежи камня, щебня и песка. Кроме того, разорванное стропило — образ пути древнего волока, который начинался у стен древней Николо-Столпенской пустыни, которую символизирует крест.
Кирка и молот аллегорически указывают на основной вид деятельности жителей поселения — работу на горно-обогатительном комбинате — Терелесовского карьероуправления.